# Åbos historia

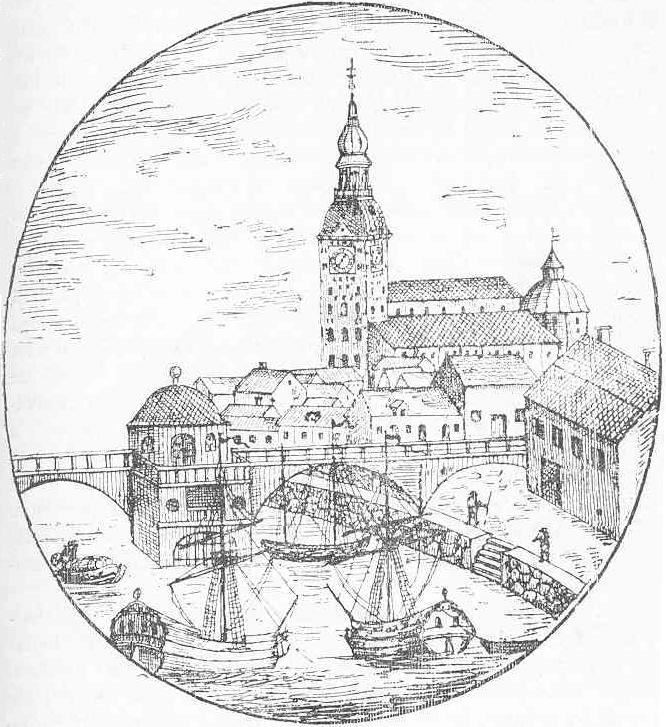
Åbo före branden 1827. På bilden syns Åbo domkyrka och bron över Aura å.

Åbos historia började troligen som handelsplats redan under Finlands förkristna tid, men sina egentliga anor räknar Åbo från tiden för kristendomens införande i landet. Man räknar att Åbo stads historia börjar i och med att Åbo nämns i ett brev från påven Gregorius IX daterat den 23 januari 1229. I Åbo vid den tiden fanns det en engelsk biskop, en dominikanmunk vid namn Thomas. I brevet beordrade påven att biskopssätet skulle flyttas från den gamla platsen i Nousis till Korois vid Aura å. Staden torde ursprungligen ha varit belägen något högre upp vid ån i närheten av S:t Marie kyrka, där på biskopsgården Korois ännu på 1700-talet ruiner av gamla byggnader fanns, men flyttades omkr. År 1300 till sin nuvarande plats, där Åbo slott samtidigt uppfördes till inbyggarnas skydd. Under de strider som åtföljde katolska kyrkans och svenska väldets befästande i Finland led staden genom angrepp och plundring från ryskt håll. Den finska biskopskrönikan omtalar att staden 1318 uppbrändes av ryssarna, varjämte domkyrkan plundrades.
Efter Nöteborgstraktaten 1323 följde en tid av framsteg. Landets uppspirande världsliga och kyrkliga förvaltning koncentrerades i Åbo, som även i kommersiellt avseende blev en betydande medelpunkt. Det heter i en gammal anteckning att Åbo blev "funderadt" på handeln i Österbotten. Med hansestäderna, i synnerhet med Reval, Danzig och Lübeck, var samfärdseln livlig. Stadens förnämsta handelsmän var tyskar. Bland medeltida kyrkliga inrättningar bör nämnas: dominikanklostret, grundlagt 1249, katedralskolan, S:t Görans hospital för spetälska samt Helgeandshuset i Åbo för fattiga och sjuka.
Under tiden 1412-1503 präglades tidtals mynt i Åbo, likaså 1523–1524 samt 1556–1557, då svenska kronans hela myntning försiggick där. År 1509 träffades Åbo av olycka, i det att staden natten mellan den 2 och 3 augusti öfverfölls av den danske sjöhjälten Otte Rud, som lät plundra den, brandskattade befolkningen samt bortförde en stor del av domkyrkans prydnader och dyrbarheter. Under Gustav Vasas befrielsekrig slets Åbo mellan de stridande, tills slottet på hösten 1523 föll i hans händer. En lysande punkt i stadens historia är hertig Johans och Katarina Jagellonicas hovhållning på Åbo slott 1562–1563. Mot slutet av 1500-talet var Åbo en av huvudskådeplatserna för striden mellan kung Sigismund och hertig Karl.

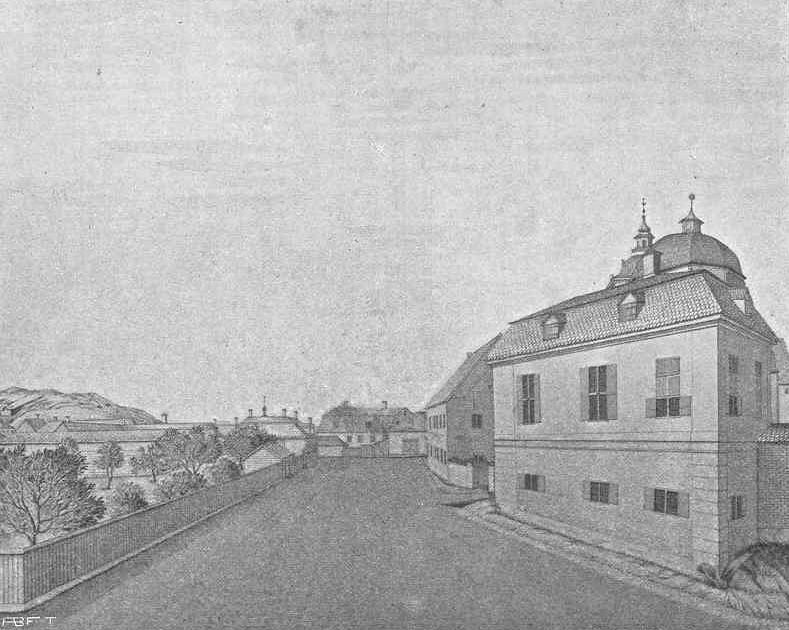
Akademitorget i 1795. Till höger syns akademibyggnaderna i Åbo domkyrkas ringmur, och bakom dem kyrktornet och högkoret.

Stadens utsträckning var ännu under början av 1600-talet ganska inskränkt. Huvudkvarteren låg kring domkyrkan, medan området väster om Aura å var nästan fullkomligt obebyggt. Men under Gustav II Adolfs och drottning Kristinas tid skedde stora framsteg. Genom stapelstadsförordningarna utvidgades de från medeltiden härstammande handelsprivilegierna. Yrkesverksamheten reglerades genom skråordningar, av vilka den äldsta är skräddarämbetets skråordning av 1625. Åbo hovrätten grundlades 1623 och universitetet 1640, Kungliga Akademien i Åbo. Per Brahe den yngre arbetade som generalguvernör (1637–1640 och 1648–1654) verksamt för Åbos utvidgning och reglering. Han påbjöd att staden till stor del skulle "förändras och rivas"; nya gator och kvarter anlades, i synnerhet på västra sidan om ån. Svenska språket började från denna tid vinna större spridning bland befolkningen, vars numerär steg till omkring 6 000 personer.
Under "Stora ofreden" ödelades Åbo genom vådeld, fientlig ockupation, invånarnas bortflyttning till Sverige och det fullkomliga avstannandet av all affärsverksamhet, men efter freden i Nystad 1721 återvann staden småningom sina krafter, och kriget 1741–1743 fördröjde endast i ringa mån dess fortgående uppblomstring. I Åbo undertecknades den 16 juni 1743 preliminärerna och den 7 augusti samma år den definitivfred, som avslutade nyssnämnda bedrövliga krig.
För riksdagsmannavalen, som under frihetstiden inte sällan åtföljdes av skarpa partistrider, delades borgerskapet 1734 i tre klasser eller "societeter": svenska handlande borgerskapet, hantverkarna och finska borgerskapet, en indelning som länge blev bestående och karakteriserade de rådande sociala förhållandena. Bland de tre "societeterna" var det svenska borgerskapet genom större förmögenhet inflytelserikast. År 1791 steg folkmängden till 8 504 och 1805 till 11 300 personer. Handeln bestod huvudsakligen av import från utlandet och inrikes handel på Stockholm. Åtskilliga industriella inrättningar fanns.
Efter finska kriget 1808–1809 förlades det nybildade högsta styrelseverket, regeringskonseljen, sedermera senaten, till en början till Åbo, men flyttades 1819 till Helsingfors. I Åbo sammanträffade i augusti 1812 kejsar Alexander I och kronprins Karl Johan, vilken mot löfte att uppträda i striden mot Napoleon I fick formell försäkran om Rysslands hjälp till Norges erövring, varjämte i en hemlig artikel ett familjefördrag avslöts till skydd för Karl Johans dynasti.

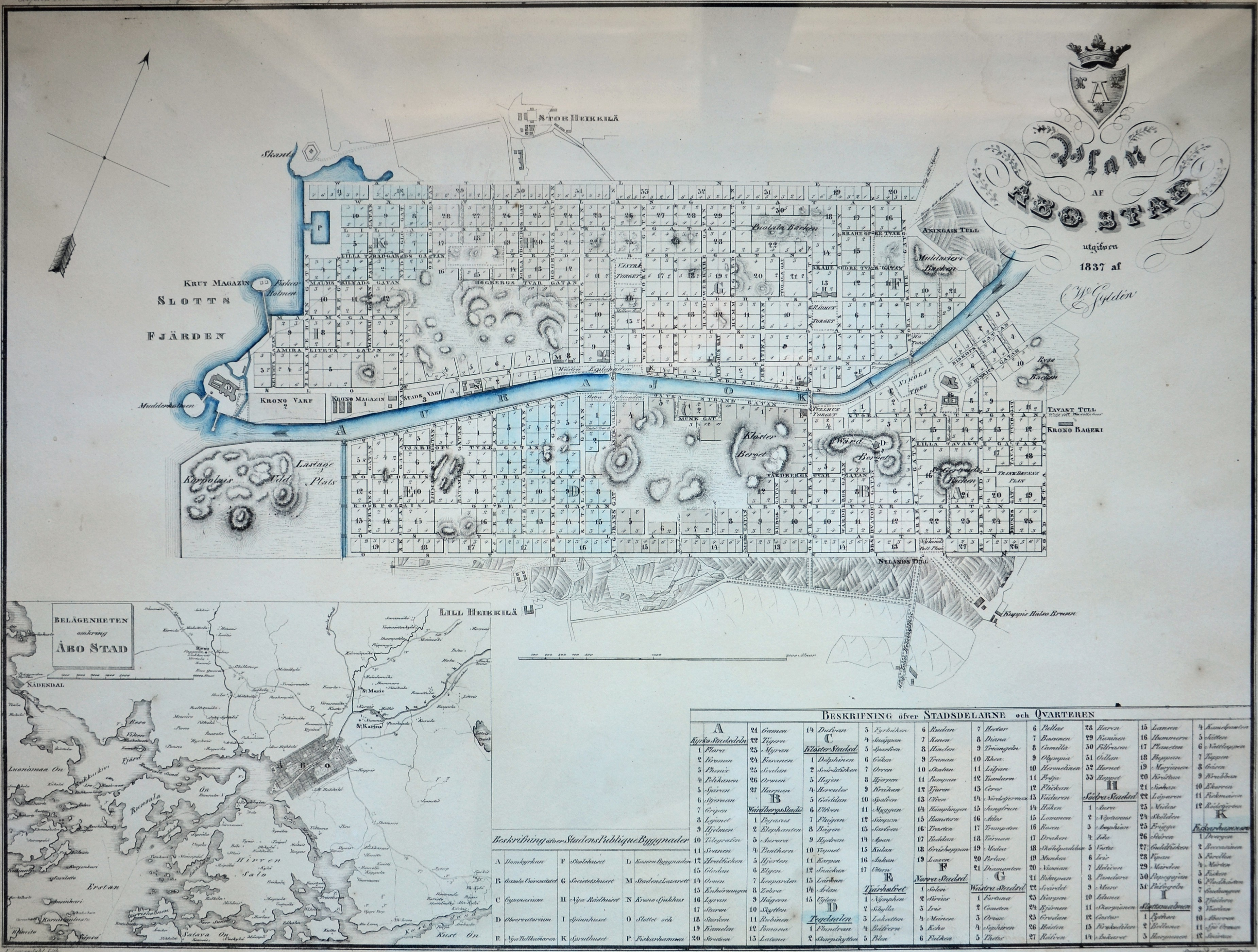
Karta över Åbo 1837.

Den trångt byggda staden, som ofta förut härjats av vådeld, blev den 4–5 september 1827 nästan helt och hållet lågornas rov. Omkring 800 gårdar lades i aska. Därpå följde universitetets flyttning (1828) till Helsingfors, varigenom Åbo förlorade sin ställning som det finska bildningsarbetets centrum. Staden återuppbyggdes efter ny plan och förblev Finlands största stad fram till omkring 1840. Det var dock alltmer uppenbart att staden förlorat sin ställning som Finlands ledande stad.
I november och december 1917 drabbades Åbo av sociala oroligheter. Butiker plundrades, och det var oroligheter på gatorna. Under det följande finska inbördeskriget var staden besatt av "de röda" från slutet av januari till den 12 april 1918, då staden, samtidigt med den tyska undsättningens ankomst, intogs av den vita sidans trupper. Under åren därefter kom Åbo att återvinna sin forna ställning som universitetsstad. Åbo Akademi grundlades genom privata donationer och invigdes den 11 oktober 1919. Åbo universitet, likaledes uppkommet genom enskilda bidrag, öppnades den 27 juni 1922.
Staden fortsatte att växa under mellankrigstiden. Andra världskriget betydde bombningar mot staden, dock ej omfattande. Efterkrigstiden har betytt en fortsatt utbyggnad av näringsliv och offentlig förvaltning samt en stor andel verkstadsindustri.